# كيل تشيرنين
كيل تشيرنين (بالإنجليزية: Cayle Chernin)‏‏ (4 ديسمبر 1947 في جزيرة كيب بريتون - 18 فبراير 2011 في تورونتو) ممثلة، وممثلة أفلام من كندا.

## روابط خارجية
- كيل تشيرنين على موقع IMDb (الإنجليزية)
- كيل تشيرنين على موقع قاعدة بيانات الفيلم (الإنجليزية)